# Sydney International 2019 - Qualificazioni singolare maschile
Le qualificazioni del singolare  maschile del Sydney International 2019 sono state un torneo di tennis preliminare per accedere alla fase finale della manifestazione. I vincitori dell'ultimo turno sono entrati di diritto nel tabellone principale. In caso di ritiro di uno o più giocatori aventi diritto a questi sono subentrati i lucky loser, ossia i giocatori che hanno perso nell'ultimo turno ma che avevano una classifica più alta rispetto agli altri partecipanti che avevano comunque perso nel turno finale.

## Teste di serie
1. Aljaž Bedene (primo turno)
2. Andrej Rublëv (qualificato)
3. Yoshihito Nishioka (qualificato)
4. Tarō Daniel (ultimo turno)

1. Guido Andreozzi (ultimo turno)
2. Jaume Munar (primo turno)
3. Pablo Andújar (primo turno)
4. Cristian Garín (ultimo turno)

## Qualificati
1. Guillermo García López
2. Andrej Rublëv

1. Yoshihito Nishioka
2. Reilly Opelka

## Tabellone

### Legenda
| - Q = Qualificato - WC = Wild card - LL = Lucky loser | - ALT = Alternate - SE = Special Exempt - PR = Protected Ranking | - w/o = Walkover - r = Ritirato - d = Squalificato |

### Sezione 1
|  | Primo turno | Primo turno            | Primo turno | Primo turno | Primo turno |  |  | Ultimo turno | Ultimo turno           | Ultimo turno           | Ultimo turno | Ultimo turno |  |
|  |             |                        |             |             |             |  |  |              |                        |                        |              |              |  |
|  | 1           | Aljaž Bedene           | 7           | 4           | 64          |  |  |              |                        |                        |              |              |  |
|  |             | Guillermo García López | 5           | 6           | 7           |  |  |              | Guillermo García López | Guillermo García López | 7            | 6            |  |
|  | WC          | Alex Bolt              | 3           | 7           | 6           |  |  | WC           | Alex Bolt              | Alex Bolt              | 63           | 3            |  |
|  | 6           | Jaume Munar            | 6           | 5           | 3           |  |  |              |                        |                        |              |              |  |

### Sezione 2
|  | Primo turno | Primo turno           | Primo turno     | Primo turno | Primo turno |  |  | Ultimo turno | Ultimo turno    | Ultimo turno    | Ultimo turno | Ultimo turno |  |
|  |             |                       |                 |             |             |  |  |              |                 |                 |              |              |  |
|  | 2           | Andrej Rublëv         | Andrej Rublëv   | 6           | 6           |  |  |              |                 |                 |              |              |  |
|  |             | Evgenij Donskoj       | Evgenij Donskoj | 1           | 4           |  |  | 2            | Andrej Rublëv   | Andrej Rublëv   | 7            | 6            |  |
|  | WC          | Christopher O'Connell | 6               | 4           | 3           |  |  | 5            | Guido Andreozzi | Guido Andreozzi | 5            | 2            |  |
|  | 5           | Guido Andreozzi       | 4               | 6           | 6           |  |  |              |                 |                 |              |              |  |

### Sezione 3
|  | Primo turno | Primo turno        | Primo turno    | Primo turno | Primo turno |  |  | Ultimo turno | Ultimo turno       | Ultimo turno       | Ultimo turno | Ultimo turno |  |
|  |             |                    |                |             |             |  |  |              |                    |                    |              |              |  |
|  | 3           | Yoshihito Nishioka | 5              | 6           | 6           |  |  |              |                    |                    |              |              |  |
|  |             | Jason Kubler       | 7              | 1           | 3           |  |  | 3            | Yoshihito Nishioka | Yoshihito Nishioka | 6            | 7            |  |
|  |             | Pedro Sousa        | Pedro Sousa    | 3           | 3           |  |  | 8            | Cristian Garín     | Cristian Garín     | 3            | 5            |  |
|  | 8           | Cristian Garín     | Cristian Garín | 6           | 6           |  |  |              |                    |                    |              |              |  |

### Sezione 4
|  | Primo turno | Primo turno   | Primo turno   | Primo turno | Primo turno |  |  | Ultimo turno | Ultimo turno  | Ultimo turno | Ultimo turno | Ultimo turno |  |
|  |             |               |               |             |             |  |  |              |               |              |              |              |  |
|  | 4           | Tarō Daniel   | Tarō Daniel   | 6           | 7           |  |  |              |               |              |              |              |  |
|  |             | Lukáš Rosol   | Lukáš Rosol   | 4           | 5           |  |  | 4            | Tarō Daniel   | 7            | 4            | 4            |  |
|  |             | Reilly Opelka | Reilly Opelka | 6           | 7           |  |  |              | Reilly Opelka | 65           | 6            | 6            |  |
|  | 7           | Pablo Andújar | Pablo Andújar | 1           | 5           |  |  |              |               |              |              |              |  |